# Авелино
За провинцията вижте Авелино (провинция).
Авелѝно (на италиански: Avellino) е град и община в Южна Италия, административен център на провинция Авелино в регион Кампания. Разположен е на 348 m надморска височина. Населението на града е 56 517 души (към септември 2009).

## Спорт
Представителният футболен отбор на града се казва АС Авелино 1912.